# Campeonato Mundial de Basquetebol Masculino de 1954
O Campeonato Mundial de Basquetebol Masculino de 1954 foi a 2ª edição do Campeonato Mundial de Basquetebol. Foi disputado no Rio de Janeiro, no Brasil, de 22 de outubro a 5 de novembro de 1954, organizado pela Federação Internacional de Basquetebol (FIBA) e pela Confederação Brasileira de Basquetebol.
O torneio deveria ter sido disputado em São Paulo, cidade escolhida como sede, mas as obras não ficaram prontas a tempo e a FIBA transferiu o campeonato para o Rio de Janeiro. Mais uma vez a política marcou o Mundial, pois União Soviética, Hungria e Tchecoslováquia não puderam participar, pois seus jogadores tiveram visto de entrada no Brasil negado pelo governo brasileiro em função de seus regimes comunistas. A atual campeã Argentina desistiu de participar do torneio porque a FIBA não autorizou a participação dos melhores jogadores do país, que segundo a entidade quebraram as regras de amadorismo no esporte.

## Equipes Participantes
| Grupo A                   | Grupo B                    | Grupo C                   | Grupo D             |
| ------------------------- | -------------------------- | ------------------------- | ------------------- |
| Brasil Paraguai Filipinas | Canadá Peru Estados Unidos | França Uruguai Iugoslávia | Chile Taiwan Israel |

## Fase Preliminar

### Grupo A
| Time      | Pts | J | V | D | PP  | PC  | SP  |
| --------- | --- | - | - | - | --- | --- | --- |
| Brasil    | 4   | 2 | 2 | 0 | 160 | 114 | +46 |
| Filipinas | 3   | 2 | 1 | 1 | 126 | 151 | -25 |
| Paraguai  | 2   | 2 | 0 | 2 | 104 | 125 | -21 |

Jogos do Grupo A
| Filipinas | 64–52 | Paraguai  |  |
| Brasil    | 99–62 | Filipinas |  |
| Paraguai  | 52–61 | Brasil    |  |

### Grupo B
| Time           | Pts | J | V | D | PP  | PC  | SP  |
| -------------- | --- | - | - | - | --- | --- | --- |
| Estados Unidos | 4   | 2 | 2 | 0 | 132 | 88  | +44 |
| Canadá         | 3   | 2 | 1 | 1 | 105 | 117 | -12 |
| Peru           | 2   | 2 | 0 | 2 | 109 | 141 | -32 |

Jogos do Grupo B
| Peru   | 51–73 | Estados Unidos |  |
| Canadá | 37–59 | Estados Unidos |  |
| Canadá | 68–58 | Peru           |  |

### Grupo C
| Time       | Pts | J | V | D | PP  | PC  | SP  |
| ---------- | --- | - | - | - | --- | --- | --- |
| Uruguai    | 4   | 2 | 2 | 0 | 113 | 98  | +15 |
| França     | 3   | 2 | 1 | 1 | 113 | 118 | -5  |
| Iugoslávia | 2   | 2 | 0 | 2 | 112 | 122 | -10 |

Jogos do Grupo C
| Iugoslávia | 52–55 | Uruguai    |  |
| França     | 67–60 | Iugoslávia |  |
| Uruguai    | 58–46 | França     |  |

### Grupo D
| Time   | Pts | J | V | D | PP  | PC  | SP |
| ------ | --- | - | - | - | --- | --- | -- |
| Taiwan | 3   | 2 | 1 | 1 | 115 | 113 | +2 |
| Israel | 3   | 2 | 1 | 1 | 100 | 98  | +2 |
| Chile  | 3   | 2 | 1 | 1 | 117 | 121 | -4 |

Jogos do Grupo D
| Israel  | 52–55 | Formosa |  |
| Formosa | 66–68 | Chile   |  |
| Israel  | 55–49 | Chile   |  |

## Fase de Classificação(9º ao 12º lugar)
Todos os times enfrentam os adversários uma vez para um total de três jogos.
| Pos. | Equipe     | Pts | J | V | D | PP  | PC  | SP  |
| ---- | ---------- | --- | - | - | - | --- | --- | --- |
| 9    | Paraguai   | 6   | 3 | 3 | 0 | 193 | 177 | 16  |
| 10   | Chile      | 5   | 3 | 2 | 1 | 179 | 170 | 9   |
| 11   | Iugoslávia | 4   | 3 | 1 | 2 | 210 | 221 | -11 |
| 12   | Peru       | 3   | 3 | 0 | 3 | 190 | 204 | -14 |

- Jogos de Classificação

| Equipe A   | Pts. A | Pts. B | Equipe B |
| ---------- | ------ | ------ | -------- |
| Paraguai   | 66     | 58     | Peru     |
| Iugoslávia | 62     | 70     | Chile    |
| Iugoslávia | 86     | 84     | Peru     |
| Chile      | 57     | 60     | Paraguai |
| Iugoslávia | 62     | 67     | Paraguai |
| Peru       | 48     | 52     | Chile    |

## Fase Final (Octogonal)
Todos os times enfrentam os adversários uma vez para um total de sete jogos. Os times com melhores desempenhos ganharam medalhas.
| Pos. | Equipe         | Pts | J | V | D | PP  | PC  | Pontos Average | Empate |
| ---- | -------------- | --- | - | - | - | --- | --- | -------------- | ------ |
| 1    | Estados Unidos | 14  | 7 | 7 | 0 | 482 | 300 | 1.61           |        |
| 2    | Brasil         | 13  | 7 | 6 | 1 | 418 | 341 | 1.23           |        |
| 3    | Filipinas      | 12  | 7 | 5 | 2 | 438 | 406 | 1.08           |        |
| 4    | França         | 10  | 7 | 3 | 4 | 371 | 392 | 0.95           |        |
| 5    | Formosa        | 9   | 7 | 2 | 5 | 345 | 405 | 0.85           | 1.063  |
| 6    | Uruguai        | 9   | 7 | 2 | 5 | 422 | 446 | 0.94           | 1.031  |
| 7    | Canadá         | 9   | 7 | 2 | 5 | 433 | 498 | 0.87           | 0.914  |
| 8    | Israel         | 8   | 7 | 1 | 6 | 330 | 451 | 0.73           |        |

O empate entre Formosa, Uruguai e Canada foi quebrado pela média de pontos dos jogos entre as três equipes, considerando que todos tiveram um desempenho de 1-1 contra os outros. 
- Jogos da Fase Final

| Equipe A       | Pts. A | Pts. B | Equipe B       |
| -------------- | ------ | ------ | -------------- |
| Canadá         | 50     | 43     | Israel         |
| Uruguai        | 59     | 64     | Estados Unidos |
| Israel         | 56     | 90     | Filipinas      |
| França         | 58     | 48     | Formosa        |
| Canadá         | 50     | 84     | Estados Unidos |
| Brasil         | 57     | 41     | Filipinas      |
| Uruguai        | 67     | 62     | Formosa        |
| Israel         | 48     | 45     | França         |
| Canadá         | 76     | 83     | Filipinas      |
| Estados Unidos | 72     | 28     | Formosa        |
| Brasil         | 49     | 36     | França         |
| França         | 57     | 49     | Uruguai        |
| Uruguai        | 73     | 69     | Israel         |
| Canadá         | 61     | 74     | Formosa        |
| Filipinas      | 66     | 60     | França         |
| Estados Unidos | 74     | 30     | Israel         |
| Brasil         | 60     | 45     | Uruguai        |
| Canadá         | 62     | 66     | França         |
| Formosa        | 51     | 38     | Israel         |
| Philippines    | 67     | 63     | Uruguai        |
| Estados Unidos | 62     | 41     | Brasil         |
| Formosa        | 44     | 61     | Brasil         |
| Filipinas      | 43     | 56     | Estados Unidos |
| Uruguai        | 66     | 67     | Canadá         |
| Israel         | 46     | 68     | Brasil         |
| França         | 49     | 70     | Estados Unidos |
| Formosa        | 38     | 48     | Filipinas      |
| Canadá         | 67     | 82     | Brasil         |

## Maiores Pontuadores
| Nome              | País           | Jogos | Total de Pontos | Média de Pontos |
| ----------------- | -------------- | ----- | --------------- | --------------- |
| Oscar Moglia      | Uruguai        | 9     | 168             | 18.6            |
| Carl Ridd         | Canadá         | 9     | 164             | 18.2            |
| Carlos Loyzaga    | Filipinas      | 9     | 148             | 16.4            |
| Jean-Paul Beugnot | França         |       |                 | 12.0            |
| Kirby Minter      | Estados Unidos |       |                 | 11.1            |
| Amaury Pasos      | Brasil         |       |                 | 11.1            |
| Doug Gresham      | Canadá         |       |                 | 10.8            |
| Angelo Bonfietti  | Brasil         |       |                 | 10.7            |
| Abraham Schneior  | Israel         |       |                 | 10.7            |
| Wlamir Marques    | Brasil         |       |                 | 10.5            |

## Seleção do Campeonato
| Nome                         | País           |
| ---------------------------- | -------------- |
| Carlos Loyzaga               | Filipinas      |
| Kirby Minter                 | Estados Unidos |
| Oscar Moglia                 | Uruguai        |
| Zenny de Azevedo ("Algodão") | Brasil         |
| Wlamir Marques               | Brasil         |